# 呂洛拔
呂洛拔，北魏軍事人物，代郡人。西部長、滎陽公呂匹知之子。
呂洛拔以武勇知名，魏文成帝末年为平原鎮都将。南朝宋徐州刺史薛安都投降北魏，尉元前去救援薛安都。呂洛拔随尉元入彭城。宋将張永派部将王茂之率兵五千向武原。呂洛拔奉尉元之命至武原出击、战斗二日，手杀九人，夺宋军运车二百余乘，牛二百五十头。与尉元一起击败張永。受爵成武侯，加建義将軍。五十六岁去世。長子呂文祖，魏献文帝担任龍牧曹奏事中散、外都曹奏事中散，後因事被处决。